# Knallert
 For alternative betydninger, se Knallert (flertydig). (Se også artikler, som begynder med Knallert)
Knallert er et køretøj med 2 eller 3 hjul.
Der findes omkring 240.000 knallerter i Danmark, svarende til at en person ud af 33 ejer en. Før 1976 brugte Færdselsloven betegnelsen cykel med hjælpemotor om knallerter.
I Danmark er knallerter lovmæssigt inddelt i to grupper:
- Lille knallert (også kaldet knallert 30 eller almindelige knallert) som maksimalt må køre 30 km/t.
- Stor knallert (også kaldet knallert 45 eller EU-knallert) som maksimalt må køre 45 km/t.

Det samlede antal er nogenlunde ligeligt fordelt på de to typer.[kilde mangler]
Stor knallert registreres og forsynes med hvid nummerplade, mens lille knallert fra 1. juli 2006 registreres og forsynes med gul nummerplade. Lille knallert fra før 1. juli 2006 skal ikke registreres og har derfor ingen nummerplade.
Trehjulede knallerter sidestilles med tohjulede i færdselsloven. 3 hjulede knallerter er også de 3 hjulede kabinescootere. Begrebet invalideknallert findes ikke i dansk lovgivning og der er IKKE særlige regler for førere af disse. Denne artikel har fejlagtigt påstået det modsatte uden behørig kildehenvisning. Der kan ikke kildehenvises til en lov der ikke findes. Regler for 2 og 3 hjulede knallerter fremgår af færdselsloven

Målt i forhold til antallet af kørte kilometer er knallertkørere blandet ind i trafikuheld 50-75 gange oftere end bilister.[kilde mangler]
Den typiske knallertkører skifter til en andet køretøj, herunder knallert 45, senest i en alder af 20 år.
Den gennemsnitlige knallerttur er på 5,5 km for knallert 30 og 8,4 km for knallert 45. [kilde mangler]

## Andre motoriserede køretøjer på to hjul
- Motorcykel
- Scooter
- Segway PT
- VéloSoleX
- Motoriseret løbehjul
- Elcykel